# ألفيس ليونيديس ماجور
ألفيس ليونيديس ماجور هو محرك طائرة شعاعي بريطاني، مكون من 14 أسطوانة ويُبرد بالهواء. أُنتج بواسطة شركة ألفيس للسيارت والهندسة كتطوير لمحرك ألفيس ليونيديس ذي الأسطوانات التسعة.

## التصميم والتطوير
بدأت شركة ألفيس في عام 1951 بتطوير محرك شعاعي مكون من 14 أسطوانة في صفين وتبلغ سعته 18.3 لتراً، كتطوير لمحرك ألفيس ليونيديس.
تضمنت شهادة الاعتماد الطراز إم كيه 1/702 البالغة قدرته 875 حصاناً للطائرات، والطراز 1/751 البالغة قدرته 850 حصاناً للمروحيات.
كان الطراز إم كيه 1/751 هو الطراز الوحيد من المحرك الذي أُنتج بكميات. كان المحرك مجهزاً بشاحن توربيني فائق متوسط، وقدرته مخفضة عن الطرازت السابقة. استُخدم المحرك في طائرات ويستلاند ويرل ويند، في الطرازات إم كيه 5 و6 و7 و8.

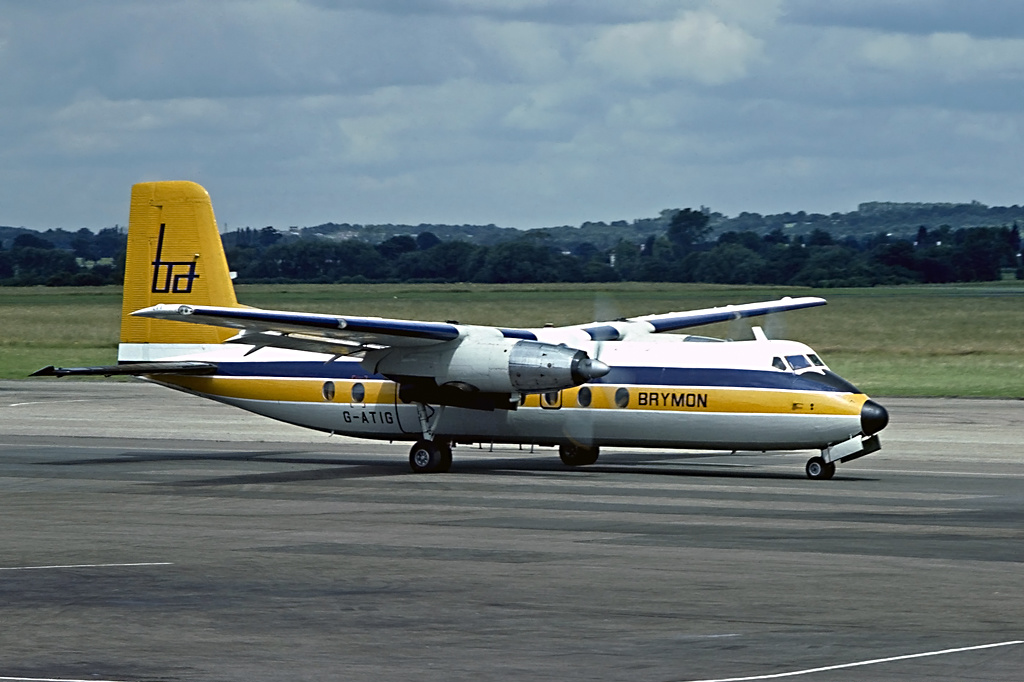
هاندلي بيدج هيرالد إتش بي أر-7

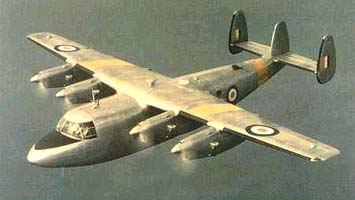
هاندلي بيج ماراثون

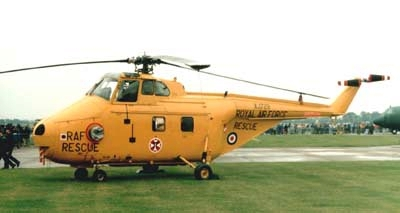
ويستلاند ويرل ويند

## التطبيقات
- بريستول 173  [لغات أخرى]‏ إم كيه 1 وإم كيه 2 وإم كيه 3: استخدمت محركات 1/755 إم كيه 155 ذو قدرة 780 حصان، ومحرك 2/755 إم كيه 160 ذو قدرة 780 حصاناً أو محركان ذو قدرة 850 حصاناً.
- هاندلي بيدج هيرالد: استخدمت 4 محركات، قدرة كل واحد منهم 870 حصاناً.
- هاندلي بيدج إتش بي أر 1 ماراثون-4
- ويستلاند ويرل ويند: استخدمت محرك 1/755 إم كيه 155 ذو قدرة 780 حصاناً.

## المواصفات

### مواصفات عامة
- النوع: محرك طائرة شعاعي مكون من 14 أسطوانات، ومزود بشاحن توربيني فائق، ويُبرد بالهواء.
- قطر الأسطوانة: 122 مم.
- الشوط: 112 مم.
- سعة المحرك: 18.32 لتر.
- الطول: 180 سم.
- القطر: 99 سم.
- الوزن الصافي: 540 كجم.

### المكونات
- سلسة صمامات: صمامان مطليان بالصوديوم (لتبريدهم) لكل أسطوانة، ويتم التحكم فيهما بواسطة اثنان من أعمدة الحدبات.
- شاحن توربيني فائق: شاحن توربيني فائق أحادي المرحلة أحادي السرعة، بترس تخفيض سرعة نسبته 1:6.5
- نظام الوقود: نظام حقن الوقود منخفض الضغط بواسطة مضخة هوبسون أو اس يو.
- نوع الوقود: وقود ذو رقم أوكتان 130/100.
- نظام التزييت: حوض جاف ومضخات ضغط وتنظيف.
- نظام التبريد: تبريد بالهواء.
- وحدة تخفيض سرعة المروحة الدافعة: تروس تداويرية طراز فارمان، نسببة التخفيض تساوي 1:0.533
- 2 شمعة احتراق لكل أسطوانة.

### الأداء
- القدرة الناتجة: 860 حصان (642 كيلو وات) عند ارتفاع 1500 قدم (457 متر).
- نسبة الانضغاط: 1:6.8
- استهلاك الوقود: 272.8 لتر/ساعة عند القدرة المستمرة القصوى.
- استهلاك الزيت: 6.8:3.4 لتر/ساعة.
- نسبة القدرة إلى الوزن: 0.76 حصان/باوند (1.25 كيلو وات/كجم).